# Eugeniusz Paweł Kubilus
Eugeniusz Kubilus (ur. 27 stycznia 1894 w Suwałkach, zm. po 1921 w ZSRR) – działacz PPS-Lewicy i KPRP, zastępca sekretarza moskiewskiej grupy KPRP, uczestnik rewolucji październikowej w Moskwie, główny sekretarz Komisariatu Polskiego przy Komisariacie Ludowym do Spraw Narodowości, organizator i kierownik Biura Werbunkowego Zachodniej Dywizji Strzelców.
Syn Wincentego i Marii z d. Ungurowicz. Studiował medycynę w Moskwie i należał do studenckich kółek socjaldemokratycznych, a w maju 1917 wstąpił do PPS-Lewicy. Wkrótce wybrano go sekretarzem moskiewskiej sekcji PPS-Lewicy. Został członkiem Moskiewskiej Rady Delegatów Robotniczych i pracownikiem Wydziału Municypalnego tej Rady. Uczestnik walk o hotel „Dresden” podczas bolszewickiego powstania w Moskwie w listopadzie (w październiku według starego stylu), potem kierownik punktu opatrunkowego w tymże hotelu. W 1918 kierował XIII Wydziałem Komisji Likwidacyjnej do spraw Królestwa Polskiego oraz kancelarią X Wydziału tej komisji do spraw instytucji sądowych i administracyjnych.
Był też sekretarzem Rady Organizacji Rewolucyjno-Demokratycznych przy Komisariacie Polskim w Moskwie. W listopadzie 1918 wstąpił do RKP(b), a w grudniu 1918 do KPRP. W 1919 został zastępcą sekretarza moskiewskiej grupy KPRP. Był głównym sekretarzem Komisariatu Polskiego przy Komisariacie Ludowym do Spraw Narodowości i naczelnikiem V Wydziału Komisji Likwidacyjnej do spraw ziemskich. Zorganizował Biuro Werbunkowe Zachodniej Dywizji Strzelców i został jego kierownikiem. Kierował ponadto Klubem Polskim im. B. Wesołowskiego w Moskwie.
W październiku i listopadzie 1919 brał udział w tajnych rokowaniach polsko-sowieckich w Mikaszewiczach jako kurier delegacji sowieckiego Towarzystwa Czerwonego Krzyża. Prowadził propagandę komunistyczną w oddziałach WP, za co 5 grudnia 1919 został na krótko aresztowany przez polskie władze. Po podpisaniu polsko-sowieckiej umowy w sprawie wymiany zakładników został sekretarzem komisji do spraw wprowadzenia w życie tej umowy. Współpracował z rejonowym oddziałem sowieckiego Czerwonego Krzyża. W 1920 wybrano go do Biura Polskiego przy Komitecie Moskiewskim RKP(b) jako propagandystę i agitatora i w tym samym roku na kierownika Wydziału Ogólnego Komisariatu Polskiego. Od początku 1921 był przedstawicielem zarządu do spraw majątku i archiwów ewakuowanych z Polski. Jego losy po 1921 są nieznane.